# Karge meri
Karge meri (deutsche Übersetzung Die Insel der Seehundsjäger (1939), in einer späteren Neuübersetzung (1985) Das rauhe Meer) ist der Titel eines Romans des estnischen Schriftstellers August Gailit (1891–1960) aus dem Jahr 1938.

## Ausgaben
August Gailit hatte seit 1910 über zehn Bücher publiziert und 1928 mit dem Roman Toomas Nipernaadi seinen größten Erfolg verbucht. Zehn Jahre später erschien Karge meri. Die zweite Auflage kam 1944 während der deutschen Besetzung Estlands heraus, die nächste Ausgabe erschien 1949 im Exilverlag ORTO in Vadstena. 1983 wurde das Buch in Tallinn innerhalb der Serie „Estnischer Romanschatz“ gedruckt. 2002 ist ein Hörbuch herausgebracht worden, das eine CD mit 6 Stunden und 52 Minuten Text enthält.

## Inhalt
Der Roman beschreibt das Leben auf einer abgeschiedenen estnischen Insel anhand einer Reihe von Einzelschicksalen, die durch gemeinsame Erfahrungen und gegenseitige Beziehungen miteinander verknüpft werden. Im Zentrum steht der schweigsame Seehundsjäger Matt Ruhve, der sich zu Beginn des Romans seine Frau Katrina vom Festland geholt hat. Am Ende des Buches kehrt die verwitwete Katrina gemeinsam mit der Pastorentochter der Insel, Kelli, deren Liebe gescheitert ist, zurück aufs Festland.
Dazwischen wird das seltsam archaische Leben einer patriarchalischen Gemeinschaft beschrieben, die von den Modernismusschüben der modernen Gesellschaft jedoch nicht unberührt bleibt. Dies beeinflusst auch die verschiedenen – realen, ersehnten oder missglückten – Liebesbeziehungen, die das Grundgerüst des Romans formen. Mehrere Frauen, darunter die zeitweilig in Amerika gewesene Kelli, machen sich Hoffnungen auf den jungen Seehundsjäger Eerik Lamm, doch gehen alle leer aus, da dieser traditionell mit einem örtlichen Mädchen verlobt wird.
Im Roman wechseln realistische Beschreibungen – wie zum Beispiel das tragische Ende von Matt Ruhve – mit humorvollen Dialogen der schillernden Persönlichkeiten ab. Am Ende überwiegt jedoch ein leicht melancholischer Unterton.

## Rezeption
Eine zeitgenössische Kritikerin betonte, dass im Gegensatz zu August Mälk, der in seinen Romanen das Leben der Küstenbewohner realistisch dargestellt habe, bei Gailit eine „Märchenwelt“ abgebildet wird, in der „Traum und Romantik“ den Ton angeben. Ein anderer Kritiker sah Parallelen zu Knut Hamsun und bezeichnete Gailit als „individualistischen Phantasten.“
Die spätere Kritik betonte dagegen den Unterschied zum lebenslustigen Toomas Nipernaadi und sah in dem Roman eine eher düstere Zeichnung der isolierten Inselbewohner, weswegen der Roman wie ein „Gegengewicht zu August Mälks leicht-fröhlichen Küstenromanen“ erscheine.
1981 ist Karge meri von Tallinnfilm verfilmt worden. Das Drehbuch stammte von Arvo Kruusement, der auch die Regie führte, die Musik hatte Veljo Tormis geschrieben.

## Rezeption in Deutschland
Die erste deutsche Übersetzung des Romans erschien bereits ein Jahr nach dem Original:
- Die Insel der Seehundsjäger. Aus dem Estnischen von Erna Pergelbaum. Berlin: Propyläen-Verlag 1939. 260 S.; zweite Auflage 1943.

Das Buch wurde mehrmals rezensiert, wie schon beim Original wurden erneut Parallelen zu Knut Hamsun gesehen.
1985 erschien im Maximilian Dietrich Verlag in Memmingen eine Neuübersetzung, diesmal unter der wörtliche Wiedergabe des Originaltitels:
- Das rauhe Meer. Roman. Aus dem Estnischen übersetzt von Benita Eisenschmidt. Mit 16 Zeichnungen von Wilhelm M. Busch. Memmingen: Maximilian Dietrich 1985. 272 S.

Allerdings ging das Buch auf dem westdeutschen Literaturmarkt weitgehend unter und wurde kaum rezensiert. Das mag zum Teil auch daran gelegen haben, dass die Übersetzung nicht frei von Estizismen war, worauf einer der wenigen Rezensenten bereits hinwies.
Nicht zu verwechseln mit dem Roman ist die Novelle Das harte Meer, die über einige Abend-Ausgaben der Vossischen Zeitung (29. März – 2. April 1933) erschien: Hierbei handelt es sich um eine Übersetzung der Novelle Meri (dt. 'Das Meer'). Der Übersetzer ist nicht genannt, laut einer Pressemitteilung in der estnischen Zeitung Päevaleht vom 5. April 1933, S. 5, stammt die Übersetzung von Karl August Hindrey.

## Übersetzungen in andere Sprachen
- Finnisch: Ankara meri. Vironkielestä suomentanut Kerttu Mustonen. Porvoo, Helsinki: Werner Söderström OY 1939. 317 S.

- Schwedisch: Människor på en ö. Från estländska av Anna-Lisa Grängberg, Elisabeth Pähn-Palm. Stockholm: Nordisk Rotogravyr 1940. 251 S.

- Tschechisch: Ostrov lovců tuleňů. Přeložil Jiří Drs. Praha: Škeřík 1941. 282 S.; erneut: Drsné more. Přeložila Nadežda Slabihoudová. Praha: Prace 1989. 201 S.

- Lettisch: Skarba jura. Ar autora atlauju no igaunu valodas tulkojusi Adele Soll. Riga: H. Rudziš 1942. 231 S.; Neuauflage 1952.

- Dänisch: Mennesker paa en ø. Paa dansk ved Signe Wilde. København: C. A. Reitzel (Axel Sandal) 1944. 226 S.

## Weiterführende Literatur
- Ernst Altendorff: Die Insel der Seehundsjäger. In: Die Literatur. XLII, 1939/1940, S. 300.
- Volker Pirsich: Ein estnischer Dichter in Deutschland. In: Estonia. 1/1986, S. 4–11.
- Leenu Siimisker: August Gailiti „Karge meri“ ja Ruhnu. Üks vanamoodne vaatlus. In: Looming. 7/1994, S. 971–991.